# JC Denton
JC Denton a Deus Ex című PC-játék főhőse, a Deus Ex: Invisible War mellékszereplője, a 2050-es években a UNATCO nevű antiterrorista ügynökség ügynöke. Egy kísérleti technológiával, a nanoaugmentációval javították fel képességeit, melynek lényege, hogy különféle nanorészecskék kapcsolódnak a teste különböző pontjaihoz, megváltoztatva tulajdonságait, emberfeletti képességeket is nyerve ezzel. A technológia még bevezetés alatt állt az ő idejében, a korábbi mechanikus augmentációk leváltása akkoriban volt folyamatban. JC azonban más szempontból is más, mint az átlagemberek: valójában nem más, mint bátyjának, Paul Dentonnak a tökéletesített klónja. Paul olyan gyermekként született, aki képessé vált a nanoaugmentációk maradéktalan befogadására, azonban mivel túlságosan is értékes volt kísérleti alanynak, ezért több klónját is létrehozták.

## Áttekintés
A JC Denton egy kódnév (egyes korai tervek szerint a Jézus Krisztus rövidítése lett volna, de végül elvetették). Éles eszű, intelligens, és remek a megfigyelőkészsége, ugyanakkor hűvös és magányos típus. E tekintetben teljesen a bátyja ellentéte, ahogy abban is eltérnek, hogy JC hisz az ideálokban és a hősiességben.
2028-ban Paul Denton édesanyját, akinek nem lehetett több gyereke, pedig szeretett volna, megkörnyékezték a Majestic 12 tudósai. Felajánlották neki, hogy ha részt vesz egy kísérleti programban, amelynek köszönhetően újra terhes lesz, akkor busásan megfizetik. A nő, aki szegény volt, beleegyezett ebbe, és alávetette magát a beavatkozásnak, amely során, bár nem tudott róla, de Paul Denton klónembrióját ültették be a méhébe. A kis JC 2029. március 17-én rendben megszületett, őt és bátyját a Majestic 12 tudósai tartották szoros, ám titkos megfigyelés alatt egész gyerekkorukban. Miután az MJ12 tudósai elégedetlenül szemlélték Paul fejlődését, úgy határoztak, hogy nem hagyhatják, hogy Paul szülei neveljék JC-t, ezért egy megrendezett balesetben megölték mindkettejüket. JC ezután egy svájci iskolába került, ahol 12 éven keresztül taníttatták, és kötelességtudatra, a szabályok betartására, és megkérdőjelezhetetlen lojalitásra nevelték. Arról mit sem tudtak, hogy JC mindvégig titokban tartotta lázadó énjét. 2047-ben elvégezte az iskolát, és bátyja példáját követve a UNATCO nevű antiterrorista szervezethez csatlakozott. Ők ketten lettek az első két nanoaugmentációs technológiával felszerelt ügynökök.
2052-ben, már kiképzését követően az első küldetése során a Szabadság-szobrot felrobbantó NSF-terroristák vezérének elfogására küldték – a tettesek ugyanis elloptak egy szállítmány Ambróziát, mely a világot sújtó Szürke Halál nevű vírus ellenszere. A terroristavezér szavainak hatására kezdenek először kételyek támadni benne, de eltökéltté akkor válik igazán, amikor kiderül számára, hogy bátyja kettős ügynökként végig az NSF-nek dolgozott, és hogy igazából a UNATCO a gonosz szervezet – pontosabban a mögötte álló Majestic 12. Fellázad, de elfogják, és csak kalandos körülmények közepette tud elmenekülni az MJ12 fogságából. Hong Kongba utazik, ahol a híres Tracer Tong segítségével szabadul meg a szervezetébe épített önmegsemmisítő berendezéstől. Kínai körútja során döbben rá, hogy az Illuminati lehet a Szürke Halál-összeesküvés mögött, ezért Párizsba utazik, hogy megtalálja a szervezet vezetőit. Itt döbben rá, hogy valóban az Illuminati ötlete volt a vírus, csakhogy azt a milliárdos Bob Page és a Majestic 12 fejlesztették ki. Hogy mindenki számára hozzáférhető gyógyszert készítsenek az emberiség számára, JC a Vandenberg Légitámaszpontra utazik, ahol az X-51 nevű társaság már dolgozik az ellenszeren. A szálak innen az 51-es körzetbe vezetnek, ahol a világuralomra törő Bob Page ellen egyedül neki van esélye. Hogy megmentse az emberiséget, végez Page-dzsel, nanoaugmentációs képességeinek segítségével egyesül Heliosszal, az egész internetet megfigyelés alatt tartó mesterséges intelligenciával, de ennek árán megállítja az egész internetet és kommunikációt, egy új középkorba taszítva a Földet. JC célja, hogy Helios segítségével mint egy jószándékú diktátor, a boldogabb jövőbe vezesse az emberiséget.
Sajnos az egyesülés tökéletlenül ment végbe, így JC kómába esik. Paul mesterséges kómába helyezi, amíg nem találnak rá gyógymódot, amire húsz évvel később, 2072-ben kerül csak sor. Antarktiszi bázisán való hibernációjából Paul egy másik klónja, Alex Denton ébreszti fel. JC célja az emberek felett álló civilizáció megteremtése. A Helios mesterséges intelligencia segítségével az embereket egy egységes hálózatba szervezve jönne létre az instant demokrácia, a gondolatok azonnali megvalósulása útján. Mivel azonban ez azzal járna, hogy Halios minden emberi gondolatról tudna, sokan embertelennek és természetellenesnek érzik ezt, így végezni akarnak JC-vel. Heliosszal való egyesülése után kvázi félistenné vált, hiszen képes lett az időjárás irányítására, az anyag szubatomi szinten való manipulálására, és végső soron teremtésre is. Végső sorsa a Deus Ex. Invisible War játékosának döntése szerint alakul.